# Gros Caillou (Vendegies-sur-Écaillon)
Pour les articles homonymes, voir Gros caillou.
Le Gros Caillou ou Grès Montfort est un mégalithe situé au lieu-dit Bruyère de Sommaing à Vendegies-sur-Écaillon dans le Nord en France.

## Historique
Vers 1870-72, il fut entrepris de transporter la pierre au cimetière de la commune pour en faire un soubassement de calvaire. Un immense chariot attelé de 20 chevaux avait été prêté par la compagnie des mines d'Anzin pour ce transport et la pierre fut soulevée sur des madriers, mais on ne put la déplacer. On la laissa donc sur place. Elle fut relevée par une compagnie de l'armée allemande basée à Vendegies, en 1918. Une petite fouille archéologique fut alors pratiquée mais les résultats ont été perdus. A cette occasion, une inscription fut gravée sur la dalle, mais elle fut effacée ultérieurement par grattage.
L'édifice est classé au titre des monuments historiques en 1980.

## Description
La pierre est une dalle de forme trapézoïdale en grès landénien. Elle mesure entre 2 m et 2,30 m de largeur pour une épaisseur constante de 1,20 m. Relevée, elle dépasse de 2,30 m au-dessus du sol. Fin XIXe siècle, le docteur Bombart entrepris une fouille du site. Il crut reconnaître trois piliers de support sous la dalle et découvrit un petit éclat en silex qu'il prit pour une hache taillée. Selon lui, il aurait pu s'agir des vestiges d'un dolmen mais il renonça lui-même à cette hypothèse par la suite.
La pierre comporte sur sa face orientée à l'est, des cupules et des excavations, parmi lesquelles d'aucuns ont cru reconnaître un pied humain et un pied d'équidé, qui pourraient être d'origine naturelle.
Il s'agit probablement d'une pierre à cupules.

## Folklore
Selon une légende locale, les femmes allaient chercher les nouveau-nés sous la dalle. L'échec de sa tentative de déplacement fut à l'époque interprétée comme une preuve de son caractère sacré.